# Campionat de Catalunya de Rugby Lliga
El Campionat de Catalunya de rugby lliga és una competició de rugbi XIII de Catalunya organitzada per l'Associació Catalana de Rugby Lliga.

## Campionat de Catalunya de rugby lliga 2010
El campionat de Catalunya 2010 es va jugar entre els mesos d'abril i juny i hi van participar 7 equips: Rugby Club Cornellà, CR Valls-Reus, Club de Rugby Sant Cugat, CE INEF Lleida, Futbol Club Barcelona, GEIEG i Barcelona Universitari Club.

### Grup 1
|                | Pts | J | G | E | P | PF  | PC  | DP   |
| -------------- | --- | - | - | - | - | --- | --- | ---- |
| BUC            | 6   | 3 | 3 | 0 | 0 | 92  | 16  | +76  |
| CE INEF Lleida | 4   | 3 | 2 | 0 | 1 | 142 | 46  | +96  |
| CR Valls-Reus  | 2   | 3 | 1 | 0 | 2 | 14  | 80  | -66  |
| CR Cornellà    | 0   | 3 | 0 | 0 | 3 | 14  | 120 | -106 |

| 2 de maig  | CR Valls-Reus  | 8-74  | CE INEF Lleida | [ 1 ] |
| 9 de maig  | CR Valls-Reus  | 6-0   | CR Cornellà    |       |
| 19 de maig | BUC            | 58-4  | CR Cornellà    | [ 2 ] |
| 29 de maig | CR Cornellà    | 10-56 | CE INEF Lleida | [ 3 ] |
| 6 de juny  | CE INEF Lleida | 12-28 | BUC            |       |
| 9 de juny  | BUC            | 6-0   | CR Valls-Reus  |       |

### Grup 2
|               | Pts | J | G | E | P | PF | PC | DP  |
| ------------- | --- | - | - | - | - | -- | -- | --- |
| CR Sant Cugat | 2   | 2 | 1 | 0 | 1 | 64 | 56 | +8  |
| FC Barcelona  | 2   | 2 | 1 | 0 | 1 | 64 | 60 | +4  |
| GEIEG         | 2   | 2 | 1 | 0 | 1 | 66 | 78 | -12 |

| 9 de maig  | CR Sant Cugat | 30-20 | FC Barcelona  | [ 4 ] |
| 15 de maig | FC Barcelona  | 44-30 | GEIEG         |       |
| 5 de juny  | GEIEG         | -     | CR Sant Cugat |       |

### 3r i 4t lloc
| 13 de juny - 11:00 |       |              |           |
| CE INEF Lleida     | 36-30 | FC Barcelona | Barcelona |
|                    |       |              | Barcelona |

### Final
| 13 de juny - 13:00 |       |               |           |
| BUC                | 44-18 | CR Sant Cugat | Barcelona |
|                    |       |               | Barcelona |

| Campions 2010                     |
| --------------------------------- |
| BARCELONA UNIVERSITARI CLUB (BUC) |

## Campionat de Catalunya de rugby lliga 2009

### Grup 1
|                | Pts | J | G | E | P | PF  | PC  | DP   |
| -------------- | --- | - | - | - | - | --- | --- | ---- |
| CR Sant Cugat  | 6   | 3 | 3 | 0 | 0 | 164 | 14  | +150 |
| CE INEF Lleida | 4   | 3 | 2 | 0 | 1 | 144 | 16  | +128 |
| CR Tarragona   | 2   | 3 | 1 | 0 | 2 | 52  | 120 | -68  |
| CR Valls       | 0   | 3 | 0 | 0 | 3 | 26  | 236 | -210 |

| 18 d'abril | CR Tarragona   | 32-22 | CR Valls       | [ 7 ] |
| 9 de maig  | CR Tarragona   | 14-36 | CR Sant Cugat  | [ 8 ] |
| 16 de maig | CR Sant Cugat  | 6-0   | CE INEF Lleida | [ 9 ] |
| 24 de maig | CR Valls       | 4-82  | CE INEF Lleida |       |
| 30 de maig | CE INEF Lleida | 62-6  | CR Tarragona   |       |
| 31 de maig | CR Valls       | 0-122 | CR Sant Cugat  |       |

### Grup 2
|                     | Pts | J | G | E | P | PF  | PC  | DP   |
| ------------------- | --- | - | - | - | - | --- | --- | ---- |
| BUC                 | 8   | 4 | 4 | 0 | 0 | 188 | 84  | +104 |
| GEIEG               | 6   | 4 | 3 | 0 | 1 | 184 | 92  | +92  |
| Poble Nou Enginyers | 2   | 4 | 1 | 0 | 3 | 72  | 106 | -34  |
| Garrotxa RC         | 2   | 4 | 1 | 0 | 3 | 102 | 152 | -50  |
| CA Vic Crancs       | 2   | 4 | 1 | 0 | 3 | 38  | 150 | -112 |

| 18 d'abril | GEIEG               | 62-6  | CA Vic Crancs       | [ 7 ] [ 10 ] |
| 18 d'abril | Garrotxa RC         | 14-36 | Poble Nou Enginyers | [ 7 ]        |
| 25 d'abril | Poble Nou Enginyers | 14-44 | GEIEG               | [ 11 ]       |
| 26 d'abril | CA Vic Crancs       | 20-28 | Garrotxa RC         | [ 11 ]       |
| 29 d'abril | Poble Nou Enginyers | 22-42 | BUC                 | [ 12 ]       |
| 9 de maig  | Garrotxa RC         | 24-50 | BUC                 |              |
| 16 de maig | BUC                 | 36-32 | GEIEG               | [ 13 ]       |
| 23 de maig | GEIEG               | 46-36 | Garrotxa RC         |              |
| 23 de maig | BUC                 | 60-6  | CA Vic Crancs       | [ 14 ]       |
| 30 de maig | CA Vic Crancs       | 6-0   | Poble Nou Enginyers |              |

### 3r i 4t lloc
| 7 de juny - 11:00 |       |       |          |
| CE INEF Lleida    | 56-23 | GEIEG | Cornellà |
|                   |       |       | Cornellà |

### Final
| 7 de juny - 12:45 |       |     |          |
| CR Sant Cugat     | 26-38 | BUC | Cornellà |
|                   |       |     | Cornellà |

| Campions 2009                     |
| --------------------------------- |
| BARCELONA UNIVERSITARI CLUB (BUC) |

### Clubs
- Club de Rugby Tarragona
- Club de Rugby Sant Cugat
- Garrotxa Rugbi Club

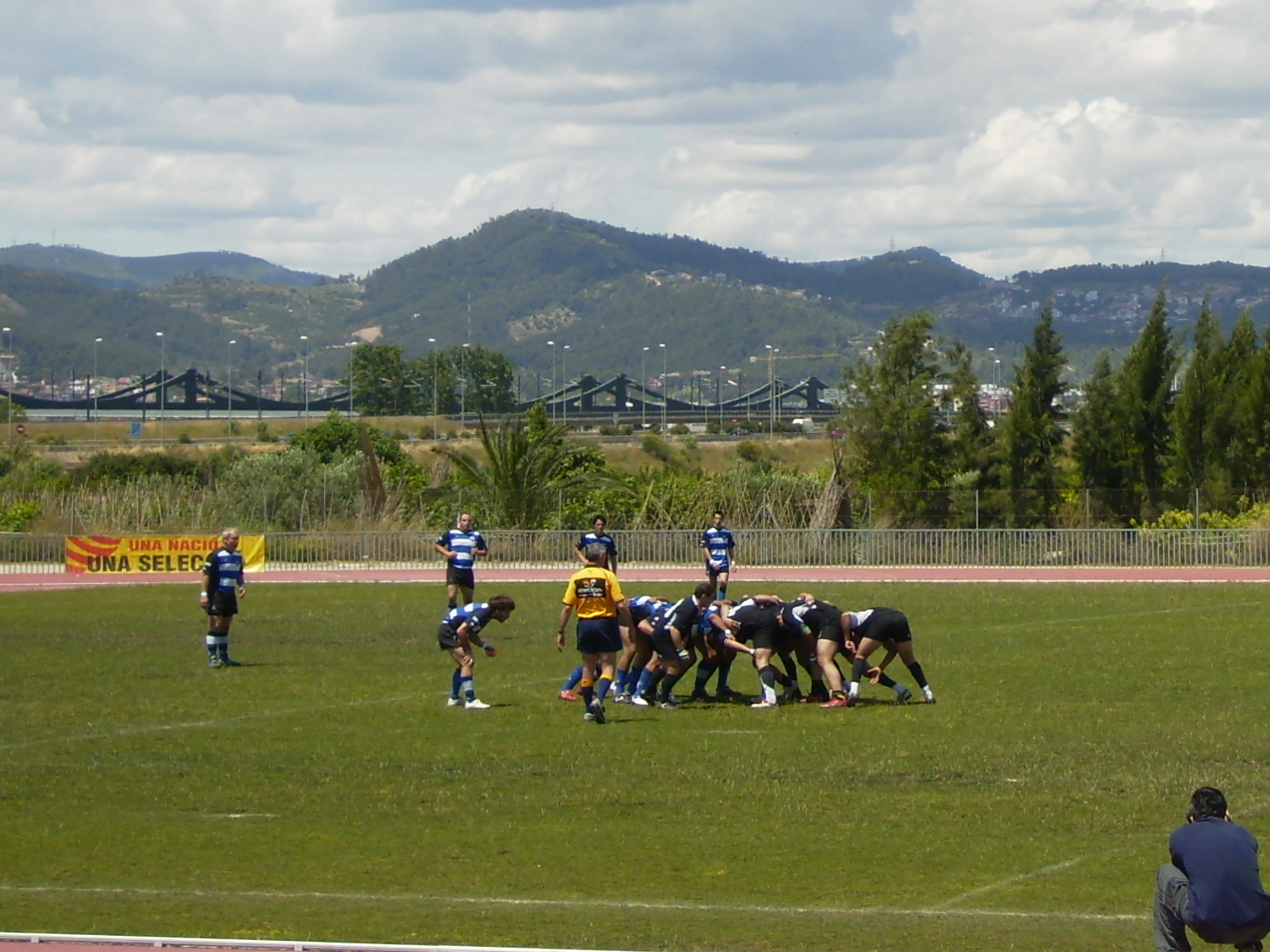
Final del Campionat de Catalunya de rugbi lliga 2009

- Club Natació Poble Nou - Enginyers
- CE INEF Lleida
- Club Atlètic Vic - Crancs
- Club Rugby Valls
- GEIEG
- Barcelona Universitari Club